# Ikara
Ikara – australijski okrętowy system rakietowy przeznaczony do zwalczania okrętów podwodnych (rakietotorpeda) opracowany w latach 60. XX wieku.
Nazwa systemu pochodzi od aborygeńskiego słowa oznaczającego kij do rzucania (rodzaj prymitywnej broni).

## Opis
Pocisk rakietowy Ikara przeznaczony był do odpalania z wyrzutni zamontowanej na pokładzie okrętu nawodnego. Kierunek lotu skrzydlatego pocisku ustalany był komputerowo, na podstawie odczytów pozycji celu (okrętu podwodnego) dokonanych przy pomocy okrętowego sonaru, a w trakcie lotu korygowany drogą radiową. Zasięg broni wynosił do 20 km, przy prędkości 1100 km/h i pułapie 300 m. Po dotarciu nad cel z pocisku wypuszczana była na spadochronie torpeda (Mark 44 lub Mark 46), która po wpadnięciu do morza i odczepieniu spadochronu obejmowała kurs na okręt podwodny, wykorzystując naprowadzanie akustyczne.

## Historia
Prace nad pociskiem Ikara rozpoczęły się w 1960 roku jako wspólne przedsięwzięcie instytutów badawczych Aeronautical Research Laboratory w Fishermans Bend (Melbourne) i Weapons Research Establishment w Salisbury, australijskiej marynarki wojennej (Royal Australian Navy), państwowej wytwórni lotniczej Government Aircraft Factories oraz licznych podwykonawców. Broń opracowana została w obliczu zapoczątkowanej w latach 50. rozbudowy radzieckiej floty podwodnej. Przy realizacji projektu wykorzystano doświadczenia nabyte podczas prac nad przeciwpancernym pociskiem kierowanym Malkara oraz ówcześnie najnowsze osiągnięcia w technice sonarowej i komputerowej.
W 1963 roku na poligonie Woomera dokonano pierwszego wystrzelenia pocisku. W tym samym roku odbyły się pierwsze próby operacyjne systemu na pokładzie niszczyciela HMAS „Stuart”. W wersję produkcyjną systemu jako pierwszy wyposażony został okręt HMAS „Derwent” w 1966 roku. Publicznie pocisk odpalony został po raz pierwszy w 1968 roku z pokładu HMAS „Perth”.
Poza Australią pociski Ikara znalazły zastosowanie w brytyjskiej Royal Navy (która przy udziale British Aerospace współuczestniczyła w dalszych pracach nad bronią) oraz marynarkach wojennych Nowej Zelandii i Brazylii.
Rosnące koszty utrzymania systemu oraz upadek Związku Radzieckiego zadecydowały o wycofaniu go z użycia w Royal Australian Navy w 1991 roku.